# Compartimento subfrénico derecho
El compartimiento subfrénico derecho, también llamado compartimiento hepático, es un espacio dentro de o correspondiente al hipocondrio derecho; tiene como límites: la cúpula diafragmática (superiormente), el colon y el mesocolon transversos (inferiormente), las inserciones costales del diafragma que lo separan de los últimos 4 espacios intercostales y el receso costodiafragmático de la pleura. En este compartimiento se pueden hallar, al hígado, además de, los vasos venosos, arteriales y biliares que llegan a él o salen del mismo.